# Flancourt-Crescy-en-Roumois
Flancourt-Crescy-en-Roumois es una comuna nueva francesa situada en el departamento de Eure, de la región de Normandía.

## Historia
Fue creada el 1 de enero de 2016, en aplicación de una resolución del prefecto de Eure de 14 de octubre de 2015 con la unión de las comunas de Bosc-Bénard-Crescy, Épreville-en-Roumois y Flancourt-Catelon, pasando a estar el ayuntamiento en la antigua comuna de Bosc-Bénard-Crescy.

## Demografía
| Gráfica de evolución demográfica de Flancourt-Crescy-en-Roumois entre 1800 y 2013 |
|                                                                                   |

Los datos entre 1800 y 2013 son el resultado de sumar los parciales de las tres comunas que forman la nueva comuna de Flancourt-Crescy-en-Roumois, cuyos datos se han cogido de 1800 a 1999, para las comunas de Bosc-Bénard-Crescy, Épreville-en-Roumois y Flancourt-Catelon de la página francesa EHESS/Cassini. Los demás datos se han cogido de la página del INSEE.

## Composición
| Comuna delegada      | Código INSEE | Población (2013) | Superficie (km²) | Densidad (hab./km²) |
| -------------------- | ------------ | ---------------- | ---------------- | ------------------- |
| Bosc-Bénard-Crescy   | 27085        | 373              | 4.39             | 85                  |
| Épreville-en-Roumois | 27223        | 436              | 6.65             | 66                  |
| Flancourt-Catelon    | 27244        | 484              | 7.97             | 61                  |